# 佩尼謝
佩尼謝（葡萄牙語：Peniche，葡萄牙語發音：[pɨˈniʃɨ]）是位於葡萄牙雷利亞區的城市。人口有28,164人，其中市區人口有15,600人。現任市長是联合民主联盟的安東尼奥·科雷亞·桑托斯。全市管轄有六個區。是一座重要的漁港。

佩尼謝 - Peniche
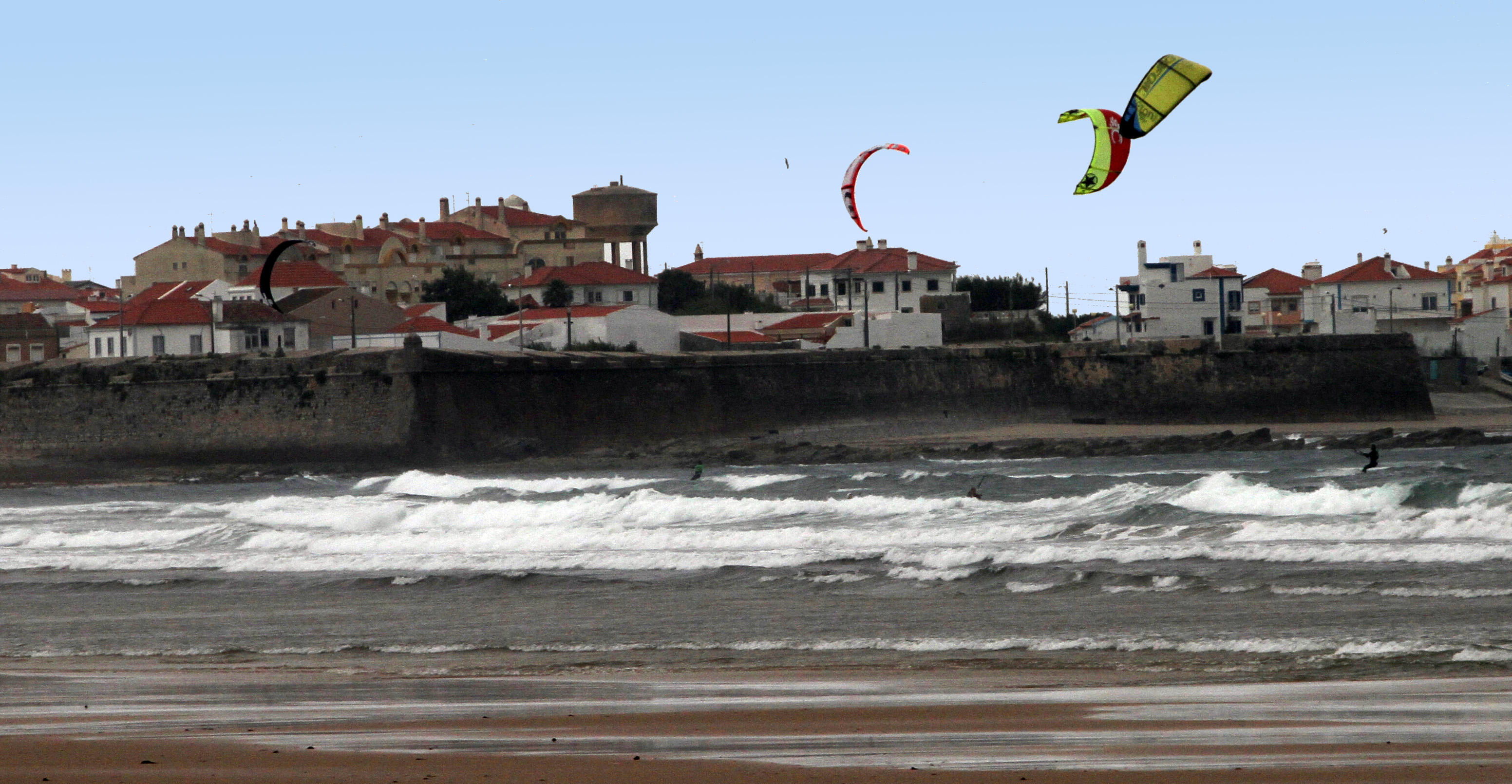
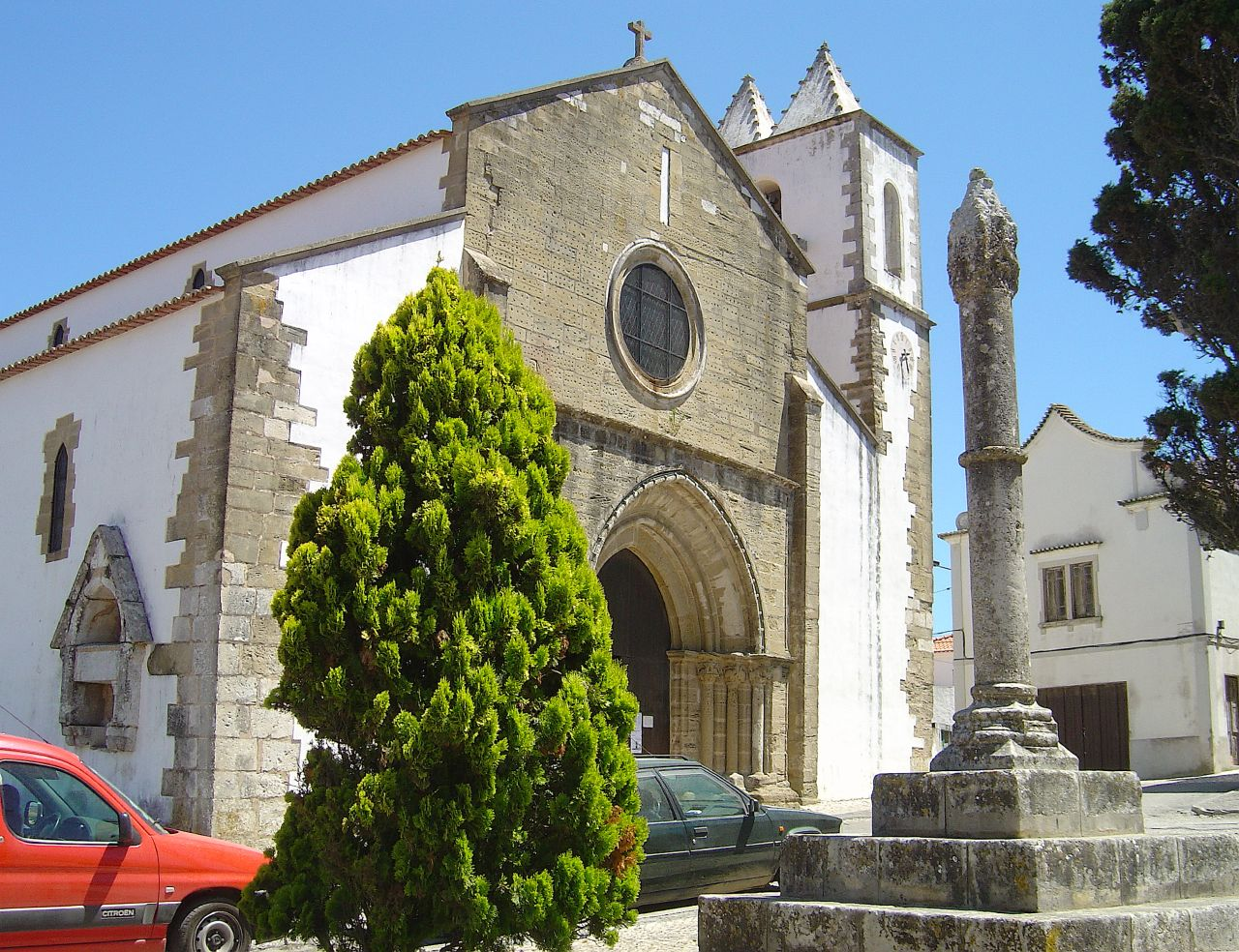
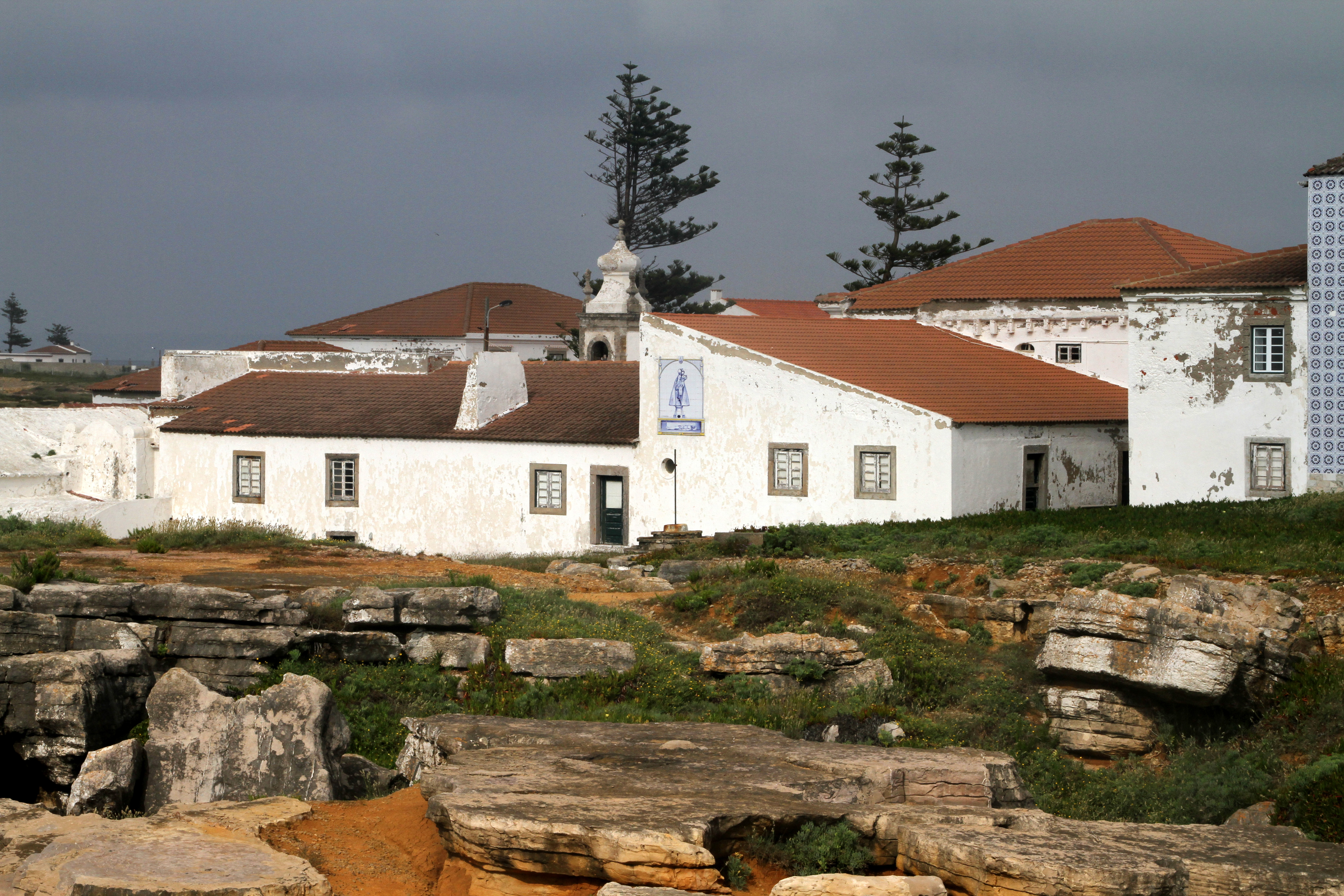
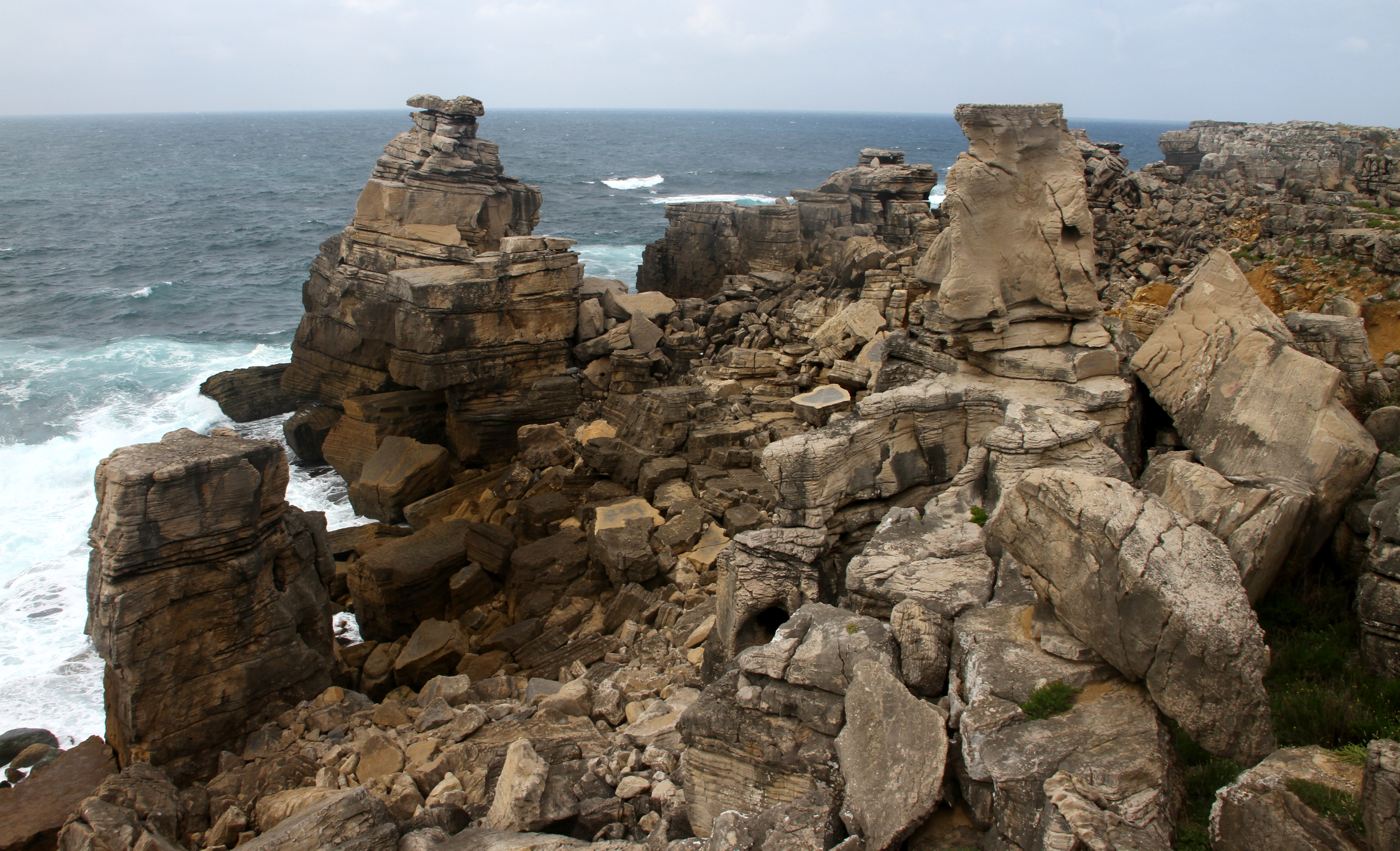
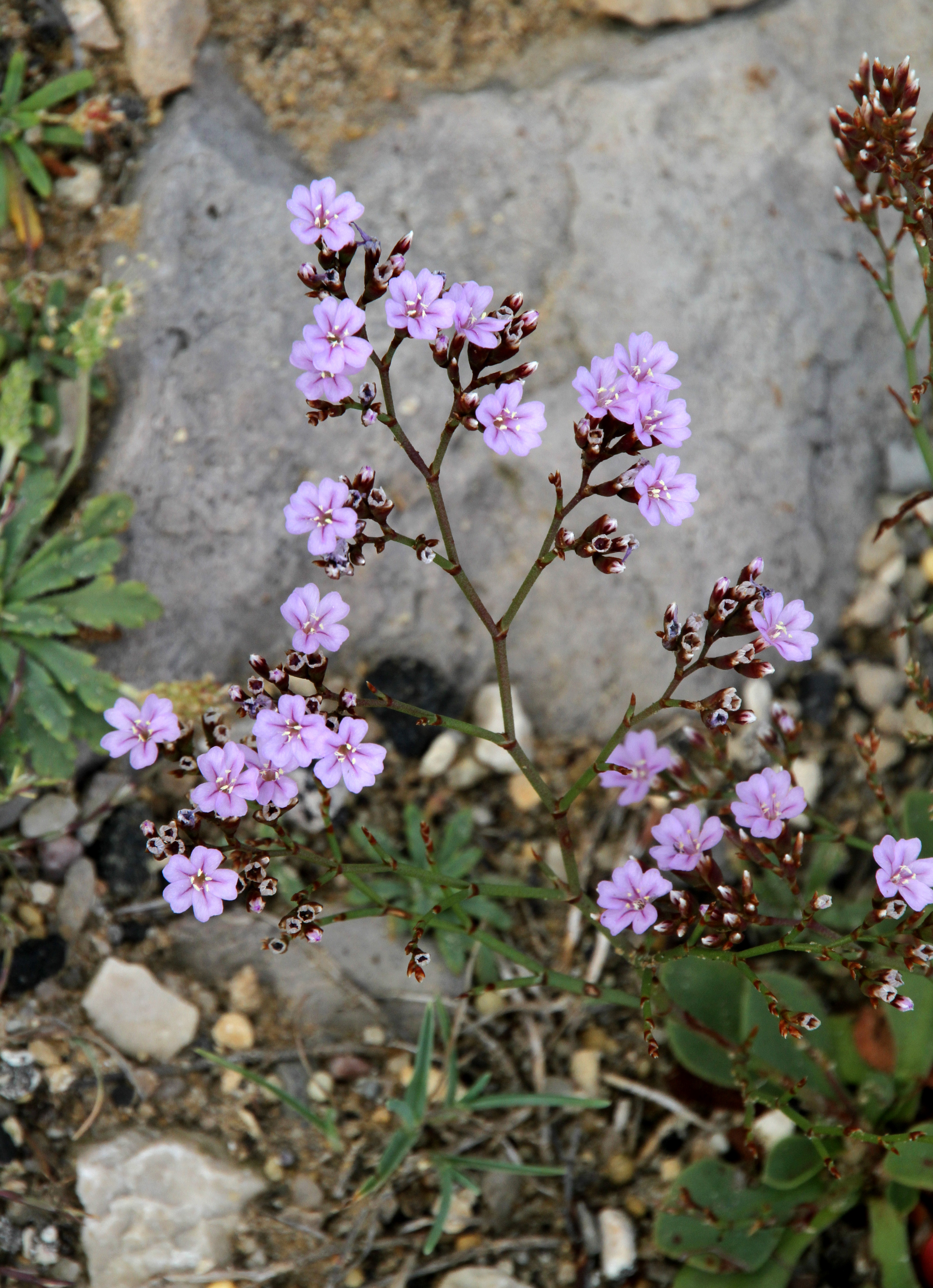
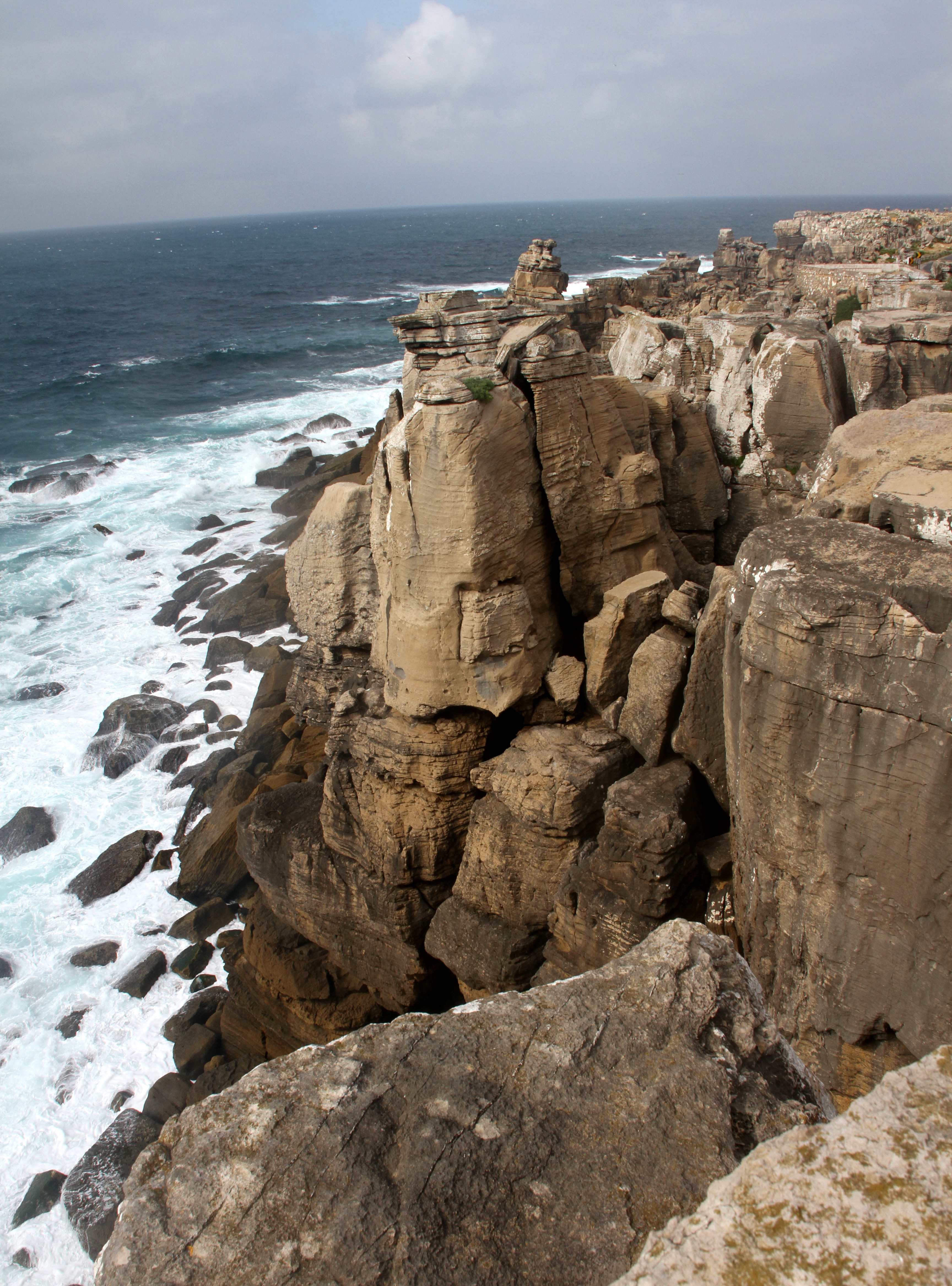
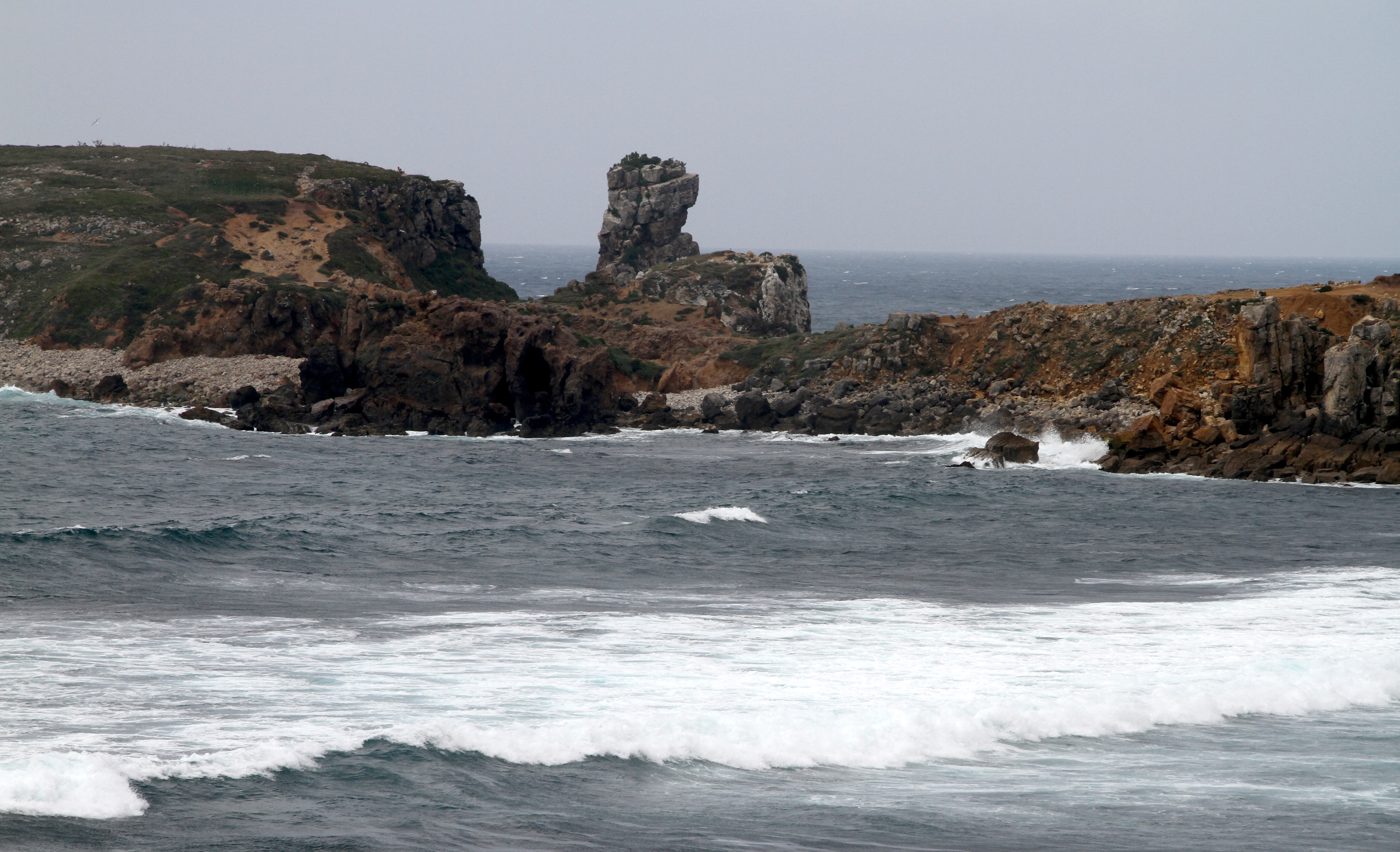
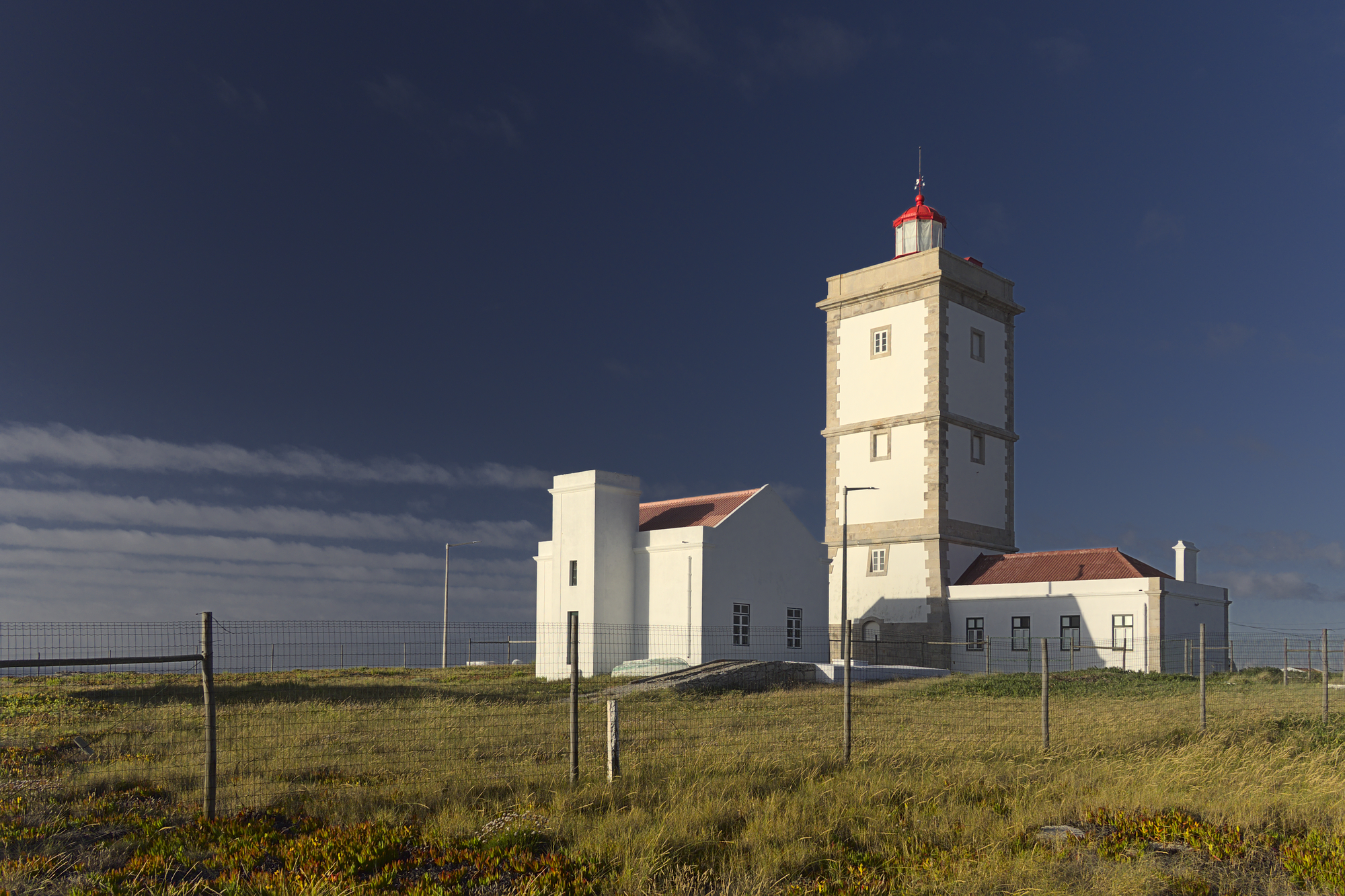

## 外部連結
- 官方網站 （页面存档备份，存于）

39°21′46″N 9°23′19″W / 39.36283°N 9.38872°W